# Mark McNamara
Mark Robert McNamara (ur. 8 czerwca 1959 w San Jose, zm. 27 kwietnia 2020) – amerykański koszykarz, występujący na pozycjach silnego skrzydłowego oraz środkowego, mistrz NBA z 1983 roku.
W filmie Gwiezdne wojny: część VI – Powrót Jedi pełnił rolę dublera Petera Mayhew w roli Chewbakki.

## Osiągnięcia
NCAA
- Zaliczony do:
  - I składu konferencji Pac-10 (1982)
  - III składu All-American (1982 przez UPI)[4]
- Lider NCAA w skuteczności rzutów z gry (1982)

NBA
- Mistrz NBA (1983)[2]
- Wicemistrz NBA (1989)[2]

Inne
- Awans do najwyższej klasy rozgrywkowej we Włoszech (Serie A1 – 1986)
- Uczestnik włoskiego meczu gwiazd ACB (1985)[5]